# 波爾特瓦
49°52′22″N 24°29′46″E / 49.87278°N 24.49611°E
波爾特瓦（烏克蘭語：Полтва），是烏克蘭西部的村莊，隸屬利維夫州的佐洛奇夫區。該村面積13.55平方公里，海拔高度222米，2001年人口930，人口密度每平方公里68.63人。